# Earias becqueti
Earias becqueti är en fjärilsart som beskrevs av Berger 1953. Earias becqueti ingår i släktet Earias och familjen trågspinnare. Inga underarter finns listade i Catalogue of Life.